# Claude Panier
Claude Panier, né le 13 décembre 1912 à Luxeuil-les-Bains (Haute-Saône) et mort le 20 février 1990 à Ver-lès-Chartres (Eure-et-Loir), est un homme politique français.

## Biographie
Après de brillantes études (il est licencié en droit, en mathématiques, et sort diplômé de l'école libre des sciences politiques en 1935), il enseigne les mathématiques avant d'entrer à la SNCF où il exerce les fonctions d'attaché de direction.
Il adhère au Parti radical dans les années 1930.
Mobilisé au début de la seconde guerre mondiale, il est blessé au combat et obtient le statut de mutilé de guerre, ainsi que la croix de guerre. Rendu à la vie civile, il reprend son emploi.
Lié à André Maroselli par amitiés familiales, il obtient de celui-ci un poste de chargé de mission d'abord au ministère de l'air, en 1947, puis l'année suivante à celui des anciens combattants et victimes de guerre, poste qu'il conserve jusqu'en 1949, quand il rejoint Maroselli au secrétariat d'Etat aux forces armées. À partir de mars 1951, il est directeur du secrétariat particulier du secrétaire d'Etat à l'enseignement technique, Jean Masson, et le suit comme attaché de cabinet lorsqu'il est nommé ministre des anciens combattants, en 1954.
Vice-président du parti radical en 1955, il conduit en 1956 la liste radicale dans la deuxième circonscription de la Seine. Il obtient 14,6 % des voix et est élu député.
Son intérêt pour le sport (il est vice-président de la Ligue d'athlétisme d'Ile-de-France et membre du comité directeur du racing club de France) le conduit à déposer plusieurs textes à ce sujet : il propose ainsi de rendre obligatoire la création d'un terrain de sport pour toutes les entreprises de plus de 100 salariés, ou de prononcer la titularisation dans l'éducation nationale de tous les lauréats d'une médaille d'or olympique.
Il est aussi rapporteur spécial des crédits militaires pour les budgets 1957 et 1958.
En 1958, il soutient le retour de Charles de Gaulle au pouvoir, mais s'oppose à ce qu'il ait les pleins-pouvoirs et refuse la révision constitutionnelle.
Candidat aux législatives de 1958 dans la 7ème circonscription de la Seine, il n'obtient que 6,7 % des voix au premier tour et est éliminé. Il reste cependant membre du parti radical, avant de s'orienter vers le Parti Socialiste qu'il rejoint au début des années 1970.
Après sa retraite, il est élu conseiller municipal de Ver-lès-Chartres.

## Sources
- Ressource relative à la vie publique :   - Base Sycomore